# Beni Zid
Beni Zid (en arabe : بني زيد) est une commune de la wilaya de Skikda en Algérie.